# Aplidium circulatum
Aplidium circulatum är en sjöpungsart som först beskrevs av Hartmeyer 1912.  Aplidium circulatum ingår i släktet Aplidium och familjen klumpsjöpungar. Inga underarter finns listade i Catalogue of Life.